# Vinčanska kultura
Vinčanska kultura (u Rumunjskoj poznata kao Tordoška kultura) je prapovijesna kultura kasnoga neolitika i ranog eneolitika, od između 5300. i 4400. pr. Kr.
Ime je dobila po nalazištu Vinči kraj Beograda (Srbija), koje je otrkio srpski arheolog Miloje Vasić 1908. godine. Obuhvaćala je područje omeđeno na sjeveru Karpatskim planinama, na zapadu hrvatskim dijelom Podunavlja, a južni i jugoistočni dio zatvarali su Dinaridi sve do Grčke i Sofijskoga bazena. Uz Vinču, važna su nalazišta: Gomolava, Botoš, Kormadin, Banjica, Pločnik, Gradac i Divostin u Srbiji; Turdaş, Tartaria i Parţa u Rumunjskoj; Belogradčik u Bugarskoj, Gornja Tuzla u BiH, te Bapska kao jedino nalazište u Hrvatskoj. 
Osnovna kronološka podjela kulture pretpostavlja četiri razvojna stupnja: A, B, C i D (Friedrich Holste, 1939.), novija je podjela na stariju i mlađu: Vinča-Tordoš (Turdaş) od 5700. – 4800. pr. Kr. i Vinča-Pločnik (M. Garašanin, 1951.) od 4800. – 4200. pr. Kr., svaka sa svojim podstupnjevima.
Kulturu obilježavaju višeslojna naselja redovito uz rijeke i na njihovim plodnim terasama. U ovom području je poljodjelstvo i stočarstvo (uzgoj goveda i svinja) uvedeno za vrijeme Starčevačke kulture, a u vremenu Vinčanske kulture se razvija dovodeći do populacijskog porasta pri čemu su nastala neka od najvećih naselja prapovijesne Europe. Iako vinčanska udaljena naselja posjeduju visok stupanj kulturnog jedinstva i razvijenu razmjenu, vjerojatno nisu bila politički ujedinjena.
Pripadnici kulture poznavali su i upotrebljavali rijetke sirovine (cinabarit, malahit), a prisutni su i predmeti dospjeli trgovinom (opsidijan, alabaster, spondilus). Premda se prije držalo da se metalurgija javlja tek u stupnju B, vezano uz iskorištavanje rudnika bakra u Rudnoj Glavi, prema današnjim saznanjima ono je bilo poznato od samih početaka vinčanske kulture. Tako je u mjestu Belovode na planini Rudnik 2010. godine otrkiveni dokazi taljenja bakra na visokim temperaturama iz oko 5000. pr. Kr.; što vinčansku kulturu čini prvom kulturom bakrenog doba na svijetu.
Keramičku proizvodnju obilježava iznimno kvalitetno, tamno, sjajno uglačano posuđe te osebujni keramički kipići, kojih je samo u Vinči pronađeno oko 2500 primjeraka. Antropomorfne ili zoomorfne figure obično imaju naglašene linije odjeće ističući snažno geometrijsko oblikovanje koje je tipično za neolitičku umjetnost.
Vinčanski simboli, pronađeni na nekim fragmentima posuda i figura (kao što su ploče iz Tărtărije iz oko 5300. pr. Kr.), neki smatraju za najraniji primjer pred-pisma.